# ランヴィエの絞輪

神経細胞の構造図
en:Dendrites=樹状突起、:en:Rough ER (:en:Nissl body)=粗面小胞体（ニッスル小体）、:en:Polyribosomes=ポリリボソーム、:en:Ribosomes=リボソーム、:en:Golgi apparatus=ゴルジ体、:en:Nucleus=細胞核、:en:Nucleolus=核小体、:en:Membrane=膜、:en:Microtubule=微小管、:en:Mitochondrion=ミトコンドリア、:en:Smooth ER=滑面小胞体、:en:Synapse (Axodendritic)=シナプス（軸索樹状突起）
:en:Synapse=シナプス、 :en:Microtubule :en:Neurofibrils=微小管ニューロフィラメント、:en:Neurotransmitter=神経伝達物質、:en:Receptor=受容体、
en:Synaptic vesicles=シナプス小胞、:en:Synaptic cleft=シナプス間隙、
en:Axon terminal=軸索末端、:en:Node of Ranvier =ランヴィエの絞輪 、:en:Myelin Sheath(:en:Schwann cell)=ミエリン鞘（シュワン細胞）、:en:Axon hillock=軸索小丘、
en:Nucleus (:en:Schwann cell)=細胞核（シュワン細胞）、:en:Microfilament=マイクロフィラメント、:en:Axon=軸索

ランヴィエの絞輪（ランヴィエのこうりん、ランヴィエ絞輪、ランビエ絞輪、ランビエの絞輪、node of Ranvier）は、神経細胞の軸索繊維のまわりの髄鞘（ミエリン鞘）に規則的に存在する間隙のことをいう。 髄鞘は一部の軸索に存在する脂質の層であり線維の絶縁性を高めているが、およそ 1 µm の幅をもつランヴィエの絞輪の部分では、軸索の細胞膜は髄鞘化されることなく細胞外液にさらされている。 これは活動電位の跳躍伝導 (saltatory conduction) で重要な役割を果たしている。

## 機能
軸索が髄鞘化されていない神経細胞では、細胞体や軸索小丘 (axon hillock) で発生した活動電位は、軸索の細胞膜のイオンチャネルを次々に解発して活動電位を神経パルスとして伝えていく。 その伝播速度は典型的には数 m/s 程度にすぎない。 一方、髄鞘が存在し軸索の絶縁度が高まることによって、細胞内の電位の変化は遠くまで伝達しやすくなる。 この効果はケーブル理論 (cable theory) によって説明される。 この絶縁の程度は電位の伝達距離を決定するが、髄鞘化された軸索（有髄軸索）は数十 µm から数 mm 間隔でランヴィエの絞輪を設けることによって、再び活動電位を強化し、高速でより遠方まで神経パルスを伝達している。 これによって、平均的伝播速度は 10–100 m/s に向上する。 このランヴィエの絞輪によって、有髄軸索ではランヴィエの絞輪の間を跳躍的にパルスが伝達するようになり、これは跳躍伝導と呼ばれている。
この跳躍伝導を行うためにランヴィエの絞輪部分の軸索の細胞膜にはそれに関わる特に多くのイオンチャネルが存在している。  特に電位依存性 Na+ チャネル (voltage-gated sodium channel) の密度は 1010 個/mm2 にもなる。

## 歴史
ランヴィエの絞輪は、解剖学的には1878年にフランスの病理学者ルイ＝アントワーヌ・ランヴィエ (Louis-Antoine Ranvier) によって髄鞘とともに発見された。 また、ランヴィエの絞輪による跳躍伝導の仕組みは1939年に田崎一二によって解明された。